# Форнош
Форнош (укр. Форнош) — село в Мукачевской городской общине Мукачевского района Закарпатской области Украины.
Население по переписи 2001 года составляло 1455 человек. Почтовый индекс — 89672. Телефонный код — 3131. Занимает площадь 2,065 км². Код КОАТУУ — 2122785301.

## История
В 1946 году указом ПВС УССР село Форнош переименовано в Лесково.
В 1995 году селу возвращено историческое название